# Pasua
Pasua ist ein Verwaltungsbezirk (Ward) des Distrikts Moshi (MC) in der tansanischen Region Kilimandscharo.

## Geografie
Pasua liegt im Nordosten von Tansania im Süden der Regionshauptstadt Moshi, es liegt zwischen den Bahnlinien von Moshi nach Arusha und jener nach Tanga.
Der Bezirk grenzt im Norden kurz an Bondeni, im Osten an Bomambuzi, im Süden an Arusha Chini des Bezirks Moshi und im Westen an Korongoni. Bei der Volkszählung 2022 lebten 18.851 Menschen in 5630 Haushalten auf einer Fläche von 2,2 Quadratkilometern.

## Gliederung
Pasua besteht aus drei Stadtteilen (Mtaa):
- Majengo Mapya
- Geti Fonga
- Matindigani

## Wirtschaft und Infrastruktur
- Bildung: Im Bezirk liegen zwei weiterführende Schulen.[8] Die Anna Mkapa Secondary School ist eine staatliche Schule, die rund 400 Mädchen und Burschen bis zur 4. Stufe ausbildet.[9] Die Bishop Alpha Memori Secondary School ist eine von der anglikanischen Kirche geleitete Tagesschule mit einer Ausbildung ebenfalls bis zur 4. Stufe.[10]
- Gesundheit: Im Stadtteil Matindigani befindet sich das Tindigani-Entbindungsheim.[11] Diese Einrichtung hat auch eine allgemeinmedizinische Ambulanz und behandelt Kinder bis 5 Jahre kostenlos.[12]

## Sonstiges
Die Evangelische Kirchengemeinde Idstein pflegt seit 1988 eine Partnerschaft mit dem Bezirk Pasua. Schwerpunkt ist die Unterstützung von Kindergärten.